# Gagil
Gagil  es un municipio de Estados Federados de Micronesia, en el estado de Yap.